# Strýmka

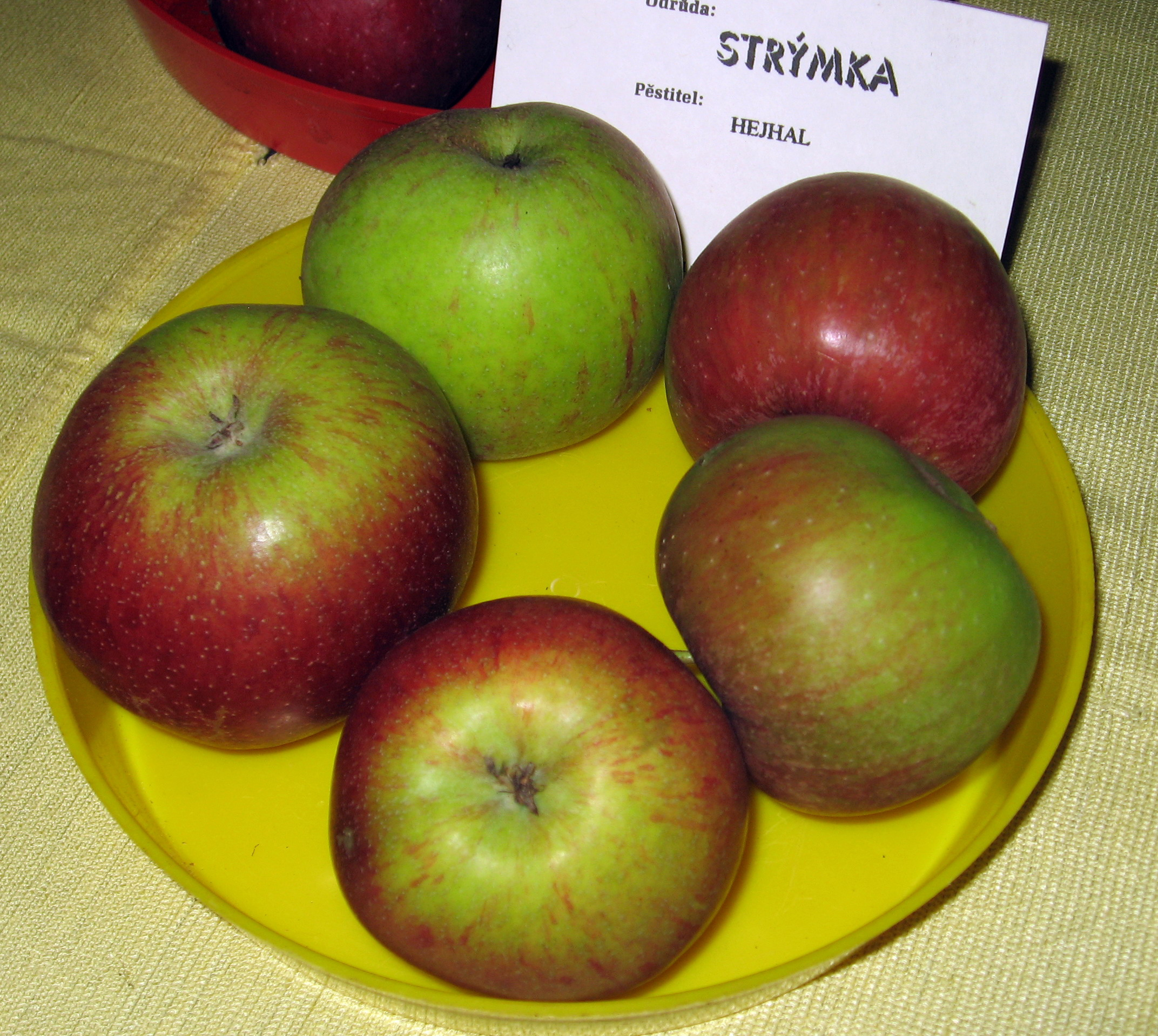

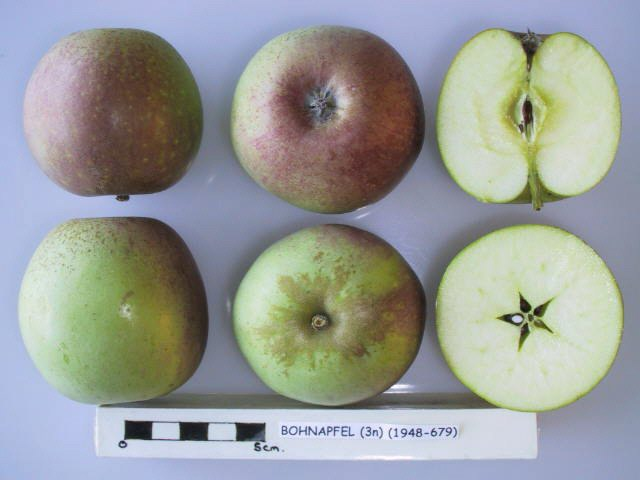
Strýmka (Bohnapfel)
dle National Fruit Collection

Strýmka (Malus domestica 'Strýmka') je ovocný strom, kultivar druhu jabloň domácí z čeledi růžovitých. Plody jsou řazeny mezi odrůdy zimních jablek. Je to snad v ČR nejpozdnější a nejotužilejší jablko. Sklízí se v říjnu, co nejpozději. Konzumní zralost je uvažována od února, plody vydrží do května, podle některých zdrojů vydrží i do podzimu. Odrůda je považována za rezistentní vůči některým chorobám, odrůdu lze pěstovat bez chemické ochrany. Odrůda je pro svou chuť a skladovatelnost legendou. Celkově nenáročná odrůda. Bývá nazývána též „Kyseláče“.

## Historie

### Původ
Odrůda neznámého původu, je uváděn původ Německo, Střední Porýní. Byla rozšířena v Německu od poloviny 18. století. Podle některých zdrojů vznikla v Porýní.

### Synonyma
dle U.K. National Fruit Collection: Bohnapfel

Anhalter, Bobovoe, Bobovoe bolsoe, Bohn Apfel, Bohn-alma, Bohn-Apfel, Bohnapfel Grosser, Bohnapfel Rheinischer, Bohnapfelgrosser Rheinischer, Bohnovo velké jablko, der grosse Bohnapfel, Ferro rosso, Grochowka, Grochowka wielka, Gros Bohn, Gros Bohnapfel, Gros-Bohn, Gross-Bohn, Grossa di Bohn, Grosse Rheinischer, Grosser Bohn Apfel, Grosser Bohnapfel, Grosser Rheinischer Bohn, Grosser Rheinischer Bohn Apfel, Grosser Rheinischer Bohnapfel, Grosser Rhenisch Bohnapfel, Jackerle, Nagy Bohn alma, Pomme Bohn, Pomme Haricot, Pomme-Bohn, Reinskoe bobovoe, Rheinischer Bohnapfel, Salzhauser Rheinischer, Strymka, Wax Apple, Weisser Bohn Apfel, Weisser Bohnapfel

## Vlastnosti
Špatný opylovač, podle některých zdrojů je odrůda triploidní. Kvete středně raně. Opylovači: 'Baumanova reneta', 'Bernské růžové', 'Coxova reneta', 'Malinové holovouské', 'Malinové hornokrajské', 'Parména zlatá', 'Ontario'.

### Růst
Růst odrůdy je bujný, později střední. Koruna během vegetace silně zahušťuje. Odrůda tvoří mohutné stromy s velkými korunami. Stromy dosáhnou vysokého stáří. Řez je nezbytný, zejména letní řez. Je třeba probírky plůdků.

## Plodnost
Plodí velmi pozdě po výsadbě obvykle v 10 – 12 létech. Plodnost je velmi vysoká ale střídavá. Střídavou plodnost lze řezem odstranit. V úrodných létech jsou plody drobné, probírka je žádoucí.

## Plod
Vytváří shluky plodů. Plod je vejčitý až kuželovitý, střední až menší. Slupka hladká, tmavozelené zbarvení je s příchodem jara lehce překryto nažloutlou barvou s hnědočerveným žíháním. Osluněná část je načervenalá. Dužnina je dosti hrubá, nakyslá, bez vůně a arómatu, podřadné kvality. Dužnina na vzduchu hnědne. Do března nezpůsobilá k jídlu.

## Choroby a škůdci
Odrůda je dosti rezistentní proti strupovitosti jabloní a padlí.

## Použití
Je vhodná ke skladování nevadne a nehnije, dříve se dokonce uchovávala v krechtech. Odrůda lze použít do i do drsnějších poloh. Plody jsou někdy používány k moštování. Velmi často byla vysazována v silničních stromořadích. Někdy bývala používána pro svou odolnost proti mrazu k mezištěpování jako kmenotvorná odrůda.